# 争取社会主义运动 (委内瑞拉)

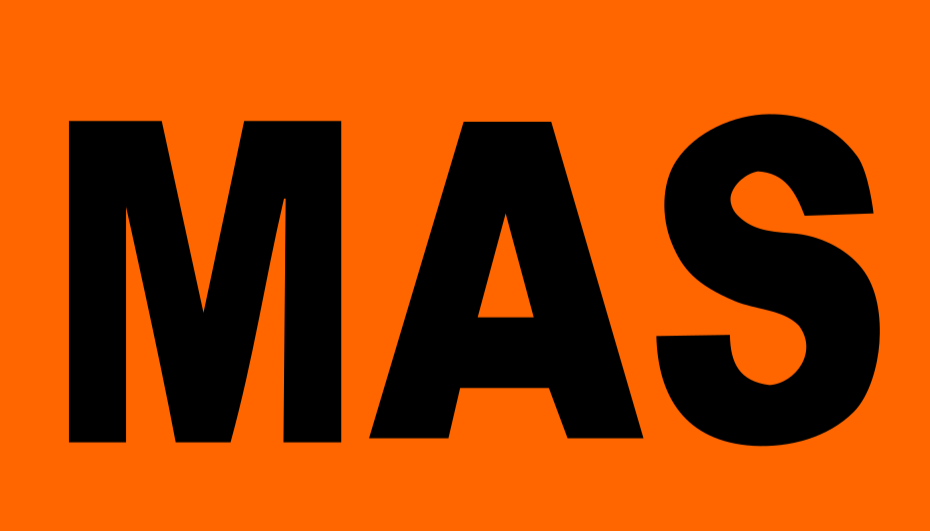
争取社会主义运动标志

争取社会主义运动（西班牙語：Movimiento al Socialismo，缩写为MAS）是委内瑞拉的一个民主社会主义政党。

## 历史
1971年1月19日，委内瑞拉共产党中央书记庞佩约·马盖斯等人因在苏联出兵捷克斯洛伐克问题上和国内问题上与委内瑞拉共产党总书记赫苏斯·法利亚等人产生严重分歧，庞佩约和特奥多罗·佩特科夫等22名委共中央委员和300多名委共党员另外组建争取社会主义运动，佩特科夫为该党的首任领袖。数月后，因意见分歧，阿尔弗雷多·马内罗等人退党，并于1973年5月建立“激进事业”党。1988年，革命左翼运动并入该党。
1970年代—1990年代，该党试图成为第三大政治力量，以挑战占主导地位的独立选举政治组织委员会（基督教民主党）和民主行动。然而，该党通常仅获得不到5%的选票。在1993年委内瑞拉大选中，该党支持全国融合提名的总统候选人拉斐尔·卡尔德拉，贡献了10.59%的选票，占卡尔德拉总得票数的三分之一；卡爾德拉成功当选。在同年的议会选举中，该党的选举成绩达到高峰，赢得5个参议院席位和24个众议院席位。
1998年，该党决定支持乌戈·查韦斯政府，佩特科夫不同意该决定并退党。随后，该党与查韦斯产生分歧，转而加入反对派。
在2000年委内瑞拉大选中，该党赢得委内瑞拉全国代表大会165个席位中的21个。
2002年，该党发生分裂，一些支持乌戈·查韦斯领导的“玻利瓦尔革命”的成员另立联合左翼。
自1989年开始直接选举州长以来，该党曾赢得阿马库罗三角洲、拉腊、波图格萨、苏克雷和苏利亚等州的州长职务。
该党是拉美加勒比政党常设会议和拉美社会主义协调的成员以及社会党国际的前成员。

## 新社会主义
“新社会主义”是争取社会主义运动的领导人提出的一种理论。在总结委内瑞拉共产党的历史经验，并对本国国情和现存社会主义国家的情况进行调研与分析后，他们提出应寻找一条不同于现实社会主义，并符合委内瑞拉实际情况的社会主义道路。1981年5月，争取社会主义运动召开以“从现存社会主义到新社会主义”为主题的国际讨论会，首次系统阐述“新社会主义”理论。“新社会主义”认为，面对复杂多变的社会现状，马克思列宁主义理论的局限性日益显露，必须进行“革新”。特别是在革命和专政理论、民主自由思想以及建党原则方面，现有的理论已不再适用。世界上现有的社会主义模式也存在着严重缺陷。因此，争取社会主义运动要建立的“新社会主义”应是“一种在自由、平等、正义和人的尊严基础上的，深刻的民族、民主、人民参政、自治和多元化的社会政治制度”。“新社会主义”的目标包括：实现多元化的民主政治，建立社会化的自治经济，实施独立自主和不结盟的国际政策，以及在党内实现充分的民主和自由。实现“新社会主义”目标的途径是“通过国家宪法规定的民主方法”，即通过议会斗争和各种日常活动团结并争取广泛的民主力量支持，形成议会多数，上台执政，逐步实现“新社会主义”的目标。